# یواس‌اس مارس (ای‌سی-۶)
یواس‌اس مارس (ای‌سی-۶) (به انگلیسی: USS Mars (AC-6)) یک کشتی بود که طول آن ۴۰۳ فوت (۱۲۳ متر) بود. این کشتی در سال ۱۹۰۹ ساخته شد.